# L'intrepido
Pour les articles homonymes, voir Intrepido.
Pour plus de détails, voir Fiche technique et Distribution.
L'intrepido est un film italien réalisé par Gianni Amelio, sorti en 2013.

## Synopsis
Antonio vit à Milan et fait des remplacements dans des entreprises. À chaque fois, il s'invente un nouveau personnage. Il décide de stabiliser sa vie pour s'occuper de son fils, un jeune musicien souvent pris par le trac.

## Fiche technique
- Titre : L'intrepido
- Réalisation : Gianni Amelio
- Scénario : Gianni Amelio et Davide Lantieri
- Photographie : Luca Bigazzi
- Montage : Simona Paggi
- Production : Carlo Degli Esposti, Margherita Murolo et Nicola Serra
- Société de production : Palomar et Rai Cinema
- Pays :  Italie
- Genre : Comédie dramatique
- Durée : 104 minutes
- Dates de sortie : 
  -  Italie : 5 septembre 2013

## Distribution
- Antonio Albanese : Antonio Pane
- Livia Rossi : Lucia
- Gabriele Rendina : Ivo Pane
- Sandra Ceccarelli : Adriana
- Toni Santagata : Maltese

## Accueil
Le film a reçu un accueil mitigé de la critique. Il obtient un score moyen de 46 % sur Metacritic.